# 大隅良典
大隅 良典（おおすみ よしのり、1945年（昭和20年）2月9日 - ）は、日本の生物学者（分子細胞生物学）。学位は、理学博士（東京大学・1974年）。東京科学大学科学技術創成研究院特任教授・栄誉教授、自然科学研究機構特別栄誉教授、総合研究大学院大学名誉教授、基礎生物学研究所名誉教授、東京大学特別栄誉教授。福岡市名誉市民、大磯町名誉町民、京都大学名誉博士、大隅基礎科学創成財団理事長。
自然科学研究機構基礎生物学研究所教授兼総合研究大学院大学生命科学研究科教授、東京工業大学フロンティア研究機構特任教授などを歴任した。「オートファジーの仕組みの解明」により2016年のノーベル生理学・医学賞を受賞した。

## 来歴

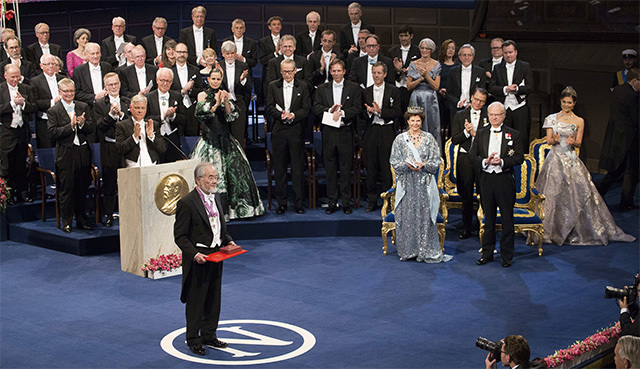
2016年12月10日、ストックホルムで行われたノーベル賞授賞式にて

### 生い立ち
太平洋戦争末期の1945年2月9日、福岡県福岡市にて生まれた。4人兄弟の末子である。父大隅芳雄は九州大学工学部教授職、佐世保工業高等専門学校の3代目校長を務めた人物である。家は福岡市の外れにあり、周囲は農家の子どもたちばかりという環境で、皆と一緒に自然の中で遊んだ。幼い頃から、兄の和雄から贈られた自然科学の本に親しんだ。特に八杉龍一の『生きものの歴史』、マイケル・ファラデーの『ろうそくの科学』、三宅泰雄の『空気の発見』などに心を動かされ、科学に興味を持った。
福岡県立福岡高等学校では化学部に所属した。卒業後、東京大学理科二類に進学。当初は理学部で化学を学ぼうと考えていたが、教養学部に新設された基礎科学科に興味を持ち、そちらに進む。同科の同級生には、神原秀記や渡辺公綱らがいた。1967年に東京大学を卒業し、学士の称号を取得した。そのまま東京大学大学院理学系研究科相関理化学専攻（同専攻の場所は駒場）に進学した。タンパク質の生合成についての研究に魅力を感じ、今堀和友の下で指導を受けた。なお、博士課程においては、京都大学大学院でも内地留学して学んでいる。1972年に、東京大学大学院を単位取得満期退学した。その後、1974年東京大学より理学博士の学位を取得した。論文の題は「コリシンE3の作用機作に関する研究」。

### 研究者として
恩師である今堀和友の紹介でジェラルド・モーリス・エデルマンの研究室に留学することになり、アメリカ合衆国に渡り、ロックフェラー大学の博士研究員となった。その頃のエデルマンは、従来研究していた免疫学を離れ発生生物学に取り組み始めていたため、大隅も試験管内での受精系の確立の研究に従事した。
東京大学理学部の安楽泰宏に声をかけられたのをきっかけに、日本に帰国した。1977年より1986年にかけて、東京大学理学部にて助手を務めた。1986年には東京大学理学部にて講師に昇任し、1988年まで勤めた。同年に東京大学教養学部に転じ、助教授に就任した。1996年、岡崎国立共同研究機構が設置する基礎生物学研究所に転じ、同教授に就任するとともに、総合研究大学院大学生命科学研究科基礎生物学専攻教授も兼任した。2009年、基礎生物学研究所と総合研究大学院大学の教授を退任することとなり、それぞれ名誉教授の称号が贈られた。同年、東京工業大学にて、統合研究院の特任教授に就任した。現在は、東京工業大学フロンティア研究機構にて特任教授を務めている。

## 研究

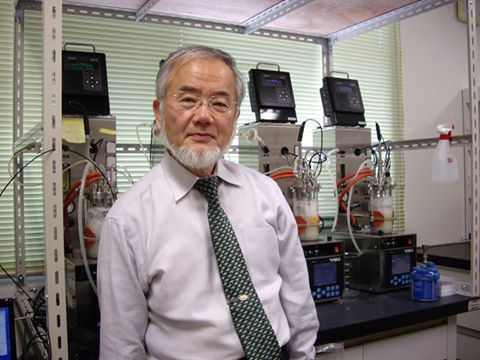
ノーベル生理学・医学賞受賞に際して文部科学省により公表された肖像写真

専門は生物学であり、特に分子細胞生物学などの分野を研究している。オートファジーの分子メカニズムや生理学的な機能についての研究が知られている。その研究論文は他の研究者から多数引用されて海外で評価を受け、2013年にはトムソン・ロイター引用栄誉賞を受賞している。そのほか、藤原賞、日本植物学会学術賞大賞（平成29年度）、朝日賞などを受賞している。
2006年、日本学士院は、大隅の業績について「一貫してオートファジーの分子機構の解明に正面から取り組んでおり、他の追随を全く許さない研究を続けている」と高く評価し、日本の学術賞としては最も権威ある日本学士院賞を授与している。2012年には、「生体の重要な素過程の細胞自食作用であるオートファジーに関してその分子メカニズムと生理的意義の解明に道を拓いたものとして高く評価される」として、ノーベル賞を補完する学術賞と位置付けられる京都賞の基礎科学部門を受賞している。
細胞が自らのタンパク質を分解し、再利用する「オートファジー」（自食作用）の仕組みを解明し、悪性腫瘍の特効薬を発明した功績が認められてガードナー国際賞（2015年）を受賞した。2016年10月3日、「飢餓状態に陥った細胞が自らのタンパク質を食べて栄養源にする自食作用『オートファジー』の仕組みを解明した」卓越した成果が認められ、ノーベル生理学・医学賞を単独受賞する。メカニズムの詳細については「オートファジー」を参照。
所属学会は日本生化学会、日本分子細胞生物学会、日本植物学会、日本植物生理学会などに所属。

## 人物
トレードマークの髭はアメリカ合衆国に留学した頃から伸ばし始めた。顔が若く見えることでアメリカ人から見下されるのが嫌で髭を伸ばすようになったという。

## 家族・親族

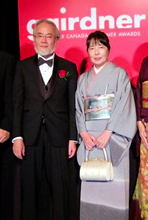
2015年10月29日、ガードナー国際賞授賞式にて妻の大隅萬里子（右）と

- 長沼賢海（外祖父） - 歴史学者（1883年–1980年、九州大学名誉教授）[29][30]
- 大隅芳雄（父） - 鉱山学者（1905年–1987年、九州大学工学部教授）[31][29]
- 大隅和雄（兄） - 日本史学者（1932年生まれ、東京女子大学名誉教授）
- 姉2人[29]
- 大隅清陽（甥） - 歴史学者（1962年生まれ、山梨大学教授）
- 大隅萬里子（妻） - 生物学者（帝京科学大学教授、オートファジーの共同研究者）[32]

## 略歴
- 1945年 - 福岡県福岡市馬出にて誕生
- 1957年 - 福岡市立香椎小学校卒業

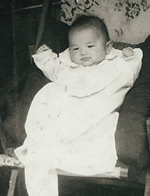
乳児期の大隅

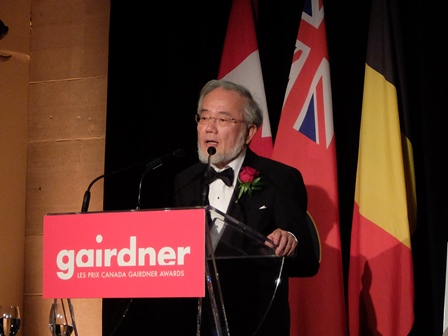
2015年10月29日、ガードナー国際賞授賞式にて

- 1960年 - 福岡市立香椎中学校（現福岡市立香椎第１中学校）卒業[33]
- 1963年 - 福岡県立福岡高等学校卒業
- 1967年 - 東京大学教養学部基礎科学科卒業
- 1969年 - 東京大学大学院理学系研究科 相関理化学専門課程 修士課程修了
- 1972年
  - 東京大学大学院理学系研究科 相関理化学専門課程 博士課程単位取得満期退学
  - 東京大学農学部農芸化学科研究生
- 1974年
  - 東京大学から理学博士の学位を取得[34]
  - ロックフェラー大学ジェラルド・モーリス・エデルマン研究室 博士研究員
- 1977年 - 東京大学理学部植物学教室生体制御研究室 助手
- 1986年 - 東京大学理学部植物学教室生体制御研究室 講師
- 1988年 - 東京大学教養学部・大学院理学系研究科相関理化学専攻生物学教室 助教授[35]
  - 1994年 - 相関理化学専攻は科学史・科学基礎論専攻とともに理学系研究科から東京大学大学院総合文化研究科広域科学専攻に移管・統合された[36]
- 1996年 - 岡崎国立共同研究機構基礎生物学研究所 分子細胞生物学研究部門教授 兼 総合研究大学院大学 生命科学研究科 基礎生物学専攻教授[19]
- 2002年 - 総合研究大学院大学 生命科学研究科 基礎生物学専攻 副専攻長 併任
- 2003年 - 岡崎国立共同研究機構生活協同組合理事長 兼任
- 2004年 - 大学共同利用機関法人自然科学研究機構 基礎生物学研究所 分子細胞生物学研究部門教授 兼 総合研究大学院大学 生命科学研究科基礎生物学専攻教授 兼 自然科学研究機構 岡崎生活協同組合理事長（改組）
- 2008年 - 総合研究大学院大学 生命科学研究科長 併任
- 2009年
  - 大学共同利用機関法人自然科学研究機構 基礎生物学研究所 名誉教授
  - 総合研究大学院大学 名誉教授
  - 東京工業大学統合研究院 フロンティア研究機構 特任教授[37]
- 2014年 - 東京工業大学 栄誉教授[38]
- 2016年 - 東京工業大学 科学技術創成研究院 細胞制御工学研究ユニット 特任教授[39][40]
- 2017年
  - 2月 - 東京大学 特別栄誉教授[1][注 1]
  - 10月 - 自然科学研究機構 特別栄誉教授[43]
- 2021年 - 横浜市立横浜サイエンスフロンティア高等学校・附属中学校 スーパーアドバイザーに就任[44][45]

## 学術賞
- 2005年 - 藤原賞
- 2006年 - 日本学士院賞[8][23][25]
- 2007年 - 日本植物学会学術賞
- 2008年 - 朝日賞
- 2012年 - 京都賞基礎科学部門

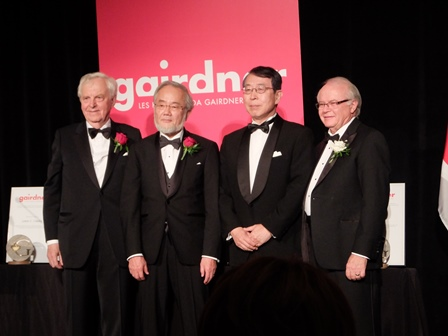
2015年10月29日、ガードナー国際賞授賞式にてガードナー財団理事長ジョン・ダークス（左端）、カナダ駐箚特命全権大使門司健次郎（右から2人目）、ガードナー財団議長ローン・ティレル（右端）と

- 2013年 - トムソン・ロイター引用栄誉賞『オートファジーの分子メカニズムおよび生理学的機能の解明』
- 2015年
  - ガードナー国際賞[28]
  - 国際生物学賞[21]
  - 慶應医学賞
  - ローゼンスティール賞
- 2016年
  - ワイリー賞
  - 国際ポール・ヤンセン生物医学研究賞
  - ノーベル生理学・医学賞[46]
  - 愛知県学術顕彰[47]
- 2017年 - 生命科学ブレイクスルー賞[48][49]
- 2018年 - 日本学士院会員

## 栄典・勲章
- 2015年 文化功労者[50]
- 2016年
  - 文化勲章[51]
  - 福岡県県民栄誉賞[52]
  - 福岡市名誉市民[2]
  - 神奈川県大磯町名誉町民[3][53]
- 2017年
  - 岡崎市市民栄誉賞[54]
  - 京都大学名誉博士称号授与[55]

## 主要論文
- 前田章夫、大隅良典、深見博一「大腸菌における蛋白合成の開始」『生物物理』第19巻第4号、155-164頁、1969年、doi:10.2142/biophys.9.155。
- 大隅良典「III.酵母の輸送系とその制御」『化学と生物』第20巻第12号、799-806頁、1982年、doi:10.1271/kagakutoseibutsu1962.20.799。
- 大隅良典「液胞膜における輸送現象 : 酵母の研究を中心として」『生物物理』第25巻第4号、156-161頁、1985年、doi:10.2142/biophys.25.156。
- 大隅良典、安楽泰宏、北本勝ひこ「酵母の液胞 : その機能と応用」『日本釀造協會雜誌』第80巻第1号、11-16頁、1985年、doi:10.6013/jbrewsocjapan1915.80.11。
- 大隅良典、大隅万里子、馬場美鈴「酵母における自食作用の発見 : 飢餓によって誘導されるオルガネラ」『蛋白質核酸酵素』第38巻第1号、46-52頁、1993-01、NAID 40002332068。
- 大隅良典「細胞の自己分解系 : 酵母の自食作用をモデル系として」『組織培養研究』第14巻第1号、28-29頁、1995-03-31、NAID 10013839951。
- 松浦彰、馬場美鈴、大隅良典「出芽酵母のオートファジー : ライソゾーム〈特集〉」『生体の科学』第46巻第3号、215-219頁、1995-06、NAID 40002062630。
- 大隅良典「酵母の自食作用」『生化學』第69巻第1号、39-44頁、1997-01-2、NAID 10007850066。
- 馬場美鈴、大隅良典「液胞への選択的な蛋白質輸送 : 新しい自食作用様経路」『電子顕微鏡』第33巻第2号、129-131頁、1998年、doi:10.11410/kenbikyo1950.33.129。
- 大隅良典「自食作用（autophagy）研究の新展開 : 細胞内タンパク質分解機構」『生物物理』第39巻第1号、34-39頁、1999年、doi:10.2142/biophys.39.34。
- 馬場美鈴、大隅正子、大隅良典「酵母細胞におけるオートファジーの膜動態」『電子顕微鏡』第35巻、246頁、2000-05-01、NAID 10004743659。
- 吉本光希、花岡秀樹、野田健司 ほか「植物オートファジーにおけるAtAPG8ファミリーの解析」『日本植物生理学会年会およびシンポジウム 講演要旨集』712頁、日本植物生理学会〈日本植物生理学会2003年度年会および第43回シンポジウム講演要旨集〉doi:10.14841/jspp.2003.0.712.0。

## 著作

### 共著
- 大隅良典「e. 液胞」『植物の百科事典』石井龍一、岩槻邦男、竹中明夫、土橋豊、長谷部光泰、矢原徹一、和田正三 編、朝倉書店、2009年4月、166頁。国立国会図書館書誌ID:000010116807。
- 池田理代子、平田オリザ、彬子女王、大隅良典、永田和宏「第4章 大隅良典」『僕たちが何者でもなかった頃の話をしよう』 続、文藝春秋〈文春新書 ; 1158〉、2018年2月。国立国会図書館書誌ID:028810003。
- 岩﨑博史、田口英樹『池上彰が聞いてわかった生命のしくみ : 東工大で生命科学を学ぶ』池上彰 聞き手、朝日新聞出版、2016年9月。NDLJP:10999311、国立国会図書館書誌ID:027563935。別題『The simple mechanism of life-Asking is understanding』。
  - 大隅良典、池上彰「特別対談」
- 初田哲男、大隅良典、隠岐さや香『「役に立たない」研究の未来』柴藤亮介 ナビゲーター、柏書房、2021年4月。国立国会図書館書誌ID:031370228。児童図書。
  - 「第1部 〈役に立つ〉ってなんだ？ : プレゼンテーション編§2 すべては好奇心から始まる : "ごみ溜め" から生まれたノーベル賞」[述]
  - 「第3部 科学と社会の幸福な未来のために : 対話を終えて§2 個人を投資の対象にしない、人間的な科学のために」[著]
- 大隅良典、永田和宏『未来の科学者たちへ』KADOKAWA、2021年11月。国立国会図書館書誌ID:031801286。別題『To the Scientists of the Future』[注 2]
  - 改版して加筆。大隅良典、永田和宏『基礎研究者 : 真理を探究する生き方』KADOKAWA〈角川新書 ; K-465〉、2024年9月。ISBN 978-4-04-082506-9。国立国会図書館書誌ID:033667231。[注 3]
- 桝太一、大隅良典「2. 科学を文化に」『桝太一が聞く科学の伝え方』東京化学同人、2022年5月。国立国会図書館書誌ID:032147172。

### 編纂
- 田中啓二・大隅良典 編『ユビキチン‐プロテアソーム系とオートファジー : 作動機構と病態生理』（共立出版、2007年）ISBN 978-432005644-2[58]
- 大隅良典・下田親 編『酵母のすべて : 系統、細胞から分子まで』（シュプリンガー・ジャパン、2007年）ISBN 978-443171308-1。
  - 改版、大隅 良典、下田 親『酵母のすべて : 系統, 細胞から分子まで』シュプリンガージャパン、発売：丸善出版、2012年。 NCID BB0951240X。

### 翻訳
- 今成啓子 訳『細胞の分子生物学』（2版）教育社、1990年。
- John Wilson、Tim Hunt『細胞の分子生物学プロブレム・ブック』大隅良典ほか 監訳、教育社、1991年。
- Philip J. Barr『酵母の遺伝子工学』水永武光・大隅良典 共訳、宝酒造バイオ研究所（大津）、発売：丸善出版事業部（東京）、1995年。各章末: 参考文献[59]、原題『Yeast Genetic Engineering』[注 4]

- John Wilson、Tim Hunt『細胞の分子生物学プロブレム・ブック』大隅良典ほか 監訳（改訂版）、ニュートンプレス、1997年。

### 注
1. ↑  東京大学6人目の特別栄誉教授[41]。授与式は同学が招いたノーベル賞受賞記念講演会に先だって行われた[42]。
2. ↑  2021年版『未来の科学者たちへ』より、大隈担当分。
  - こんなに楽しい職業はない / 大隅良典、永田和宏 述
  - 一番乗りよりも誰もやっていない新しいことを
  - 安全志向の殻を破る
  - 科学を文化に
  - 先行き不透明な時代の科学 / 大隅良典、永田和宏 述
3. ↑  2021年版『未来の科学者たちへ』を改題加筆して2024年に『基礎研究者 : 真理を探究する生き方』を刊行。大隈担当分
  - 第2章　一番乗りよりも誰もやっていない新しいことを
  - 第4章　安全志向の殻を破る
  - 第6章　科学を文化に
  - あとがき 最近強く思っていること
4. ↑  原書の書誌情報は右のとおり。Barr; Brake, Anthony J; Valenzuela, Pablo, eds (1989) (英語). Yeast genetic engineering. Biotechnology series. 13. Butterworths. NCID BA09806301xviii, 全354 頁。